# Купуния, Хута Григорьевна
Хута Григорьевна Купуния (1917 год, село Ахалсопели, Зугдидский уезд, Кутаисская губерния, Российская империя — неизвестно, село Ахалсопели, Зугдидский район, Грузинская ССР) — колхозница колхоза имени Берия Ахалсопельского сельсовета Зугдидского района, Грузинская ССР. Герой Социалистического Труда (1949).

## Биография
Родилась в 1924 году в крестьянской семье в селе Ахалсопели Зугдидского уезда (сегодня — Зугдидский муниципалитет). В годы Великой Отечественной войны трудилась рядовой колхозницей, звеньевой на чайной плантации колхоза имени Берия Зугдидского района (с 1953 года — колхоз имени Ленина), которым руководил Антимоз Рогава.
В 1948 году собрала 6326 килограмм сортового зелёного чайного листа на участке площадью 0,5 гектара. Указом Президиума Верховного Совета СССР от 29 августа 1949 года удостоена звания Героя Социалистического Труда за «получение высоких урожаев сортового зелёного чайного листа и цитрусовых плодов в 1948 году» с вручением ордена Ленина и золотой медали «Серп и Молот» (№ 4606).
Этим же Указом званием Героя Социалистического Труда были также награждены 16 тружеников колхоза имени Берия Зугдидского района: бригадиры Партен Михайлович Кадария, Владимир Михайлович Макацария, Амбако Спиридонович Рогава, звеньевые Ариадна Джуруевна Купуния, Вера Евгеньевна Купуния, Ольга Филипповна Купуния, Венера Давидовна Ломая, Мария Гудуевна Макацария, Хута Герасимовна Хвингия, колхозницы Валентина Николаевна Джоджуа, Паша Несторовна Джоджуа, Ольга Павловна Кантария, Надя Платоновна Пония, Ивлита Тарасовна Хасия, Лена Герасимовна Хвингия, Лена Константиновна Читанава, Мария Николаевна Читанава и Валентина Акакиевна Шаматава.
Проживала в родном селе Ахалсопели Зугдидского района. Дата смерти не установлена.
Награды
- Герой Социалистического Труда
- Орден Ленина
- Орден Трудового Красного Знамени (19.07.1950)
- Медаль «За трудовую доблесть» (01.09.1951)